# أوريليا سوك
أوريليا سوك مواليد 1936، كانت لاعبة كرة يد رومانية. حققت المركز الأول في بطولة العالم لكرة اليد للسيدات 1962.

## الميداليات
| الميدالية | المسابقة                            |
| --------- | ----------------------------------- |
| ذهبية     | بطولة العالم لكرة اليد للسيدات 1962 |